# ويليام س. هايز
ويليام س. هايز (بالإنجليزية: William C. Hayes)‏ هو عالم آثار أمريكي، ولد في 21 مارس 1903 في مقاطعة ناسو في الولايات المتحدة، وتوفي في 10 يوليو 1963 في نيويورك في الولايات المتحدة.